# Набег аварцев в Грузию (1785)
Набег аварцев на Грузию в 1785 году — поход аварского нуцала Умма-хана V, в результате которого были разорены грузинские Картли-Кахетинское и Имеретинское царство, а также армянский регион Лори. Лекианоба набег, совершённый против Грузии.

## История
Начиная с XVI века горцы Дагестана предпринимают многочисленные грабительские набеги в сторону Грузии. Особенно участились набеги с приходом к власти аварского Умма-хана, который, помимо грузин, заставил платить себе дань дербентского, кубинского, бакинского, ширванского, шекинского ханов и пашу ахалцихского, с тем только условием, чтобы не причинять более вреда их владениям, ему подчинялась также Джаро-Белоканские джамааты.
Осенью 1785 года на грузинскую равнину, в очередной раз, «со стороны Дагестана надвигался Омар-хан со своими аварцами». Согласно русским источникам Умма-хан появился на Алазани 16 сентября. Грузинский царь Ираклий II, собрал против него своё собственное войско, призвал осетин и ингушей. На помощь грузинам прибыл русский отряд под командованием Степана Бурнашева.
Умма-хан форсированным маршем пересек Караязскую степь, взял в Борчало крепость Агджа-кала. В этом сражении грузинская сторона потеряла убитыми 640 человек, 860 было взято в плен. Затем аварцы разорили ахтальские рудники и медеплавильные заводы, после чего двинулись в сторону Лори и разорили этот регион. В конце октября — начале ноября Умма-хан совершил налет на Верхнюю Имеретию, захватил и разорил там Ваханскую крепость. В крепости «было обоего пола до 700 душ. Все мужчины преданы смерти, кроме князей,а строения в замке обращены в пепел». Затем Умма-хан двинулся в Ахалцихе и там, «на зимовье расположился».
Пребывание аварского войска в Ахалцихе тревожило Ираклия II, который не мог чувствовать себя в безопасности. В это время Умма-хан начал готовить новый поход из Ахалкалаки к Цхинвальскому ущелью. Однако, узнав о готовящемся походе, Ираклий II запросил мира у аварского хана. «Ираклий II не располагавший в тех условиях достаточными силами, для отпора противнику, вынужден был тогда принять унизительное условие мира с Омар-ханом — стать его данником», с обязательством уплачивать ежегодно 10 тыс. рублей серебром и выкупить пленных за 50 рублей с человека.
В апреле 1786 года Умма-хан через Ереванское ханство, ушёл в Карабах, к своему союзнику Ибрахим-хану. Оттуда через Грузию Умма-хан вернулся на Родину в Аварию, разграбив по пути Гянджинское ханство и взяв с него контрибуцию в размере 5 тыс. рублей.

## Последствия
В 1788 году Умма-хан, собрав 20000 человек, вновь совершает поход на  Фатали-хана Кубинского и осаждает город Аксу. Однако на этот раз аварцы слишком приблизились к землям  шамхала Тарковского Баммата в Южном Дагестане, который отправил войско во главе со своим сыном. Аварцы были наголову разгромлены войском шамхала, и Умма-хан был вынужден отступить в Карабах и просить мира у Фатали-хана.
В целом, грабительские набеги аварцев не прекращались до 1800 года, когда Умма-хан потерпел сокрушительное поражение от русско-грузинского отряда в битве на реке Иори. Потери русских составили всего три человека.